# Joseph Panholzer
Joseph Panholzer, auch Josef (* 21. März 1895 in Weilheim, Oberbayern; † 29. März 1973 in München) war ein deutscher Jurist und Politiker (BP, BSP).

## Leben
Nach dem Abitur 1914 am Humanistischen Gymnasium des Klosters Ettal studierte Panholzer Philosophie und Rechtswissenschaften. Nach dem Ersten Weltkrieg arbeitete er als Rechtsanwalt und war Vorsitzender des „Friedensbundes deutscher Katholiken“. 1931 wurde er Generalbevollmächtigter der Benediktinerabtei Ettal. Panholzer war Mitglied der Bayerischen Volkspartei. Von den Nationalsozialisten wurde er 1937 aus der Anwaltschaft ausgeschlossen und im KZ Dachau inhaftiert, konnte jedoch 1939 zunächst in die Schweiz und dann nach Frankreich emigrieren. 1941 wurde er ausgebürgert.
Ab 1946 arbeitete Panholzer wieder als Rechtsanwalt und war Generalbevollmächtigter der Benediktiner-Abtei Kloster Ettal sowie Rechtsberater des französischen Generalkonsulats und der Landesärztekammer. Ursprünglich Mitglied der CSU wechselte er Ende der 1940er Jahre zur Bayernpartei. Von 1954 bis 1957 war er Staatssekretär im bayerischen Finanzministerium. Von 1958 bis 1966 war er Landtagsabgeordneter für die Bayernpartei, deren Vorsitzender er vom 22. Februar 1959 bis zum 28. Oktober 1963 war. Von 1962 bis 1966 war er Fraktionsvorsitzender im Landtag.
1967 gründete Panholzer mit Helmut Kalkbrenner die Bayerische Staatspartei (BSP), deren Gründungsvorsitzender er vom 25. September bis zum 3. Dezember 1967 war.
Panholzer entsprach nicht dem Klischee des „krachledernen Barockbajuwaren“, sondern galt als feinsinnig-diplomatische Persönlichkeit. Am 3. Juli 1959 wurde er mit dem Bayerischen Verdienstorden ausgezeichnet.